# Secretaria de Estado de Cultura de Mato Grosso do Sul
| Secretaria de Cultura e Cidadania                                       |                        |
| Avenida Fernando Corrêa da Costa, 559 - Centro Campo Grande, MS SECC-MS |                        |
| Criação                                                                 | 20 de junho de 1985    |
| Extinção                                                                | 31 de dezembro de 2018 |

A Secretaria de Estado de Cultura e Cidadania de Mato Grosso do Sul (SECC) foi o órgão estadual que executa ações na área de cultura e desenvolve políticas públicas para minorias. Era uma das 12 secretarias que integram o Governo de Mato Grosso do Sul até 2018.

## História
Foi criada em 20 de junho de 1985, sob a denominação de Secretaria de Estado de Desenvolvimento da Cultura e do Desporto. Em 1987, passou a ser designada como Secretaria de Estado de Cultura. Foi extinta brevemente no mesmo ano, sendo recriada meses mais tarde.
Extinta novamente em 1991, foi recriada três anos depois. Em 1996, passou a ser designada como Secretaria de Estado de Cultura e Esportes. Voltou a ser intitulada Secretaria de Estado de Cultura em 1999. No mesmo ano, ganhou novas atribuições, sendo denominada Secretaria de Estado de Cultura, Esporte e Lazer. Em 2000, foi fundida com a pasta de Meio de Ambiente, passando a se chamar Secretaria de Estado de Meio Ambiente, Cultura e Turismo.
No ano de 2002, foi recriada com a antiga designação de Secretaria de Estado de Cultura, Esporte e Lazer. Dois anos mais tarde, foi desmembrada, adotando novamente a denominação de Secretaria de Estado de Cultura. Foi extinta mais uma vez em 2006. Em 2015, foi recriada com a designação de Secretaria de Estado de Cultura, Turismo, Empreendedorismo e Inovação. Já em 2017, adotou a atual denominação. No fim de 2018, foi extinta novamente. As autarquias e subsecretarias subordinadas à pasta foram transferidas para Secretaria de Estado de Governo e Gestão Estratégica.

## Atribuições
Cabia à SECC a execução da política estadual de cultura; além de ações e defesa dos direitos da juventude, das mulheres, da comunidade negra, da população indígena e do público LGBT. Logo, estão vinculadas à pastas as subsecretarias de Políticas Públicas para População Indígena; Políticas Públicas da Juventude; Políticas Públicas LGBT e Políticas Públicas para Mulheres; além das fundações de Cultura e de Rádio e TV Educativa.

## Lista de secretários
| Nº | Nome                             | Início do mandato      | Fim do mandato         | Governador             | Notas e referências | Órgão |
| 1  | Vicente Sarubbi                  | 20 de junho de 1985    | 14 de maio de 1986     | Wilson Barbosa Martins | [ 3 ]               | Secretaria de Estado de Desenvolvimento da Cultura e do Desporto                                          |
| 1  | Vicente Sarubbi                  | 14 de maio de 1986     | 29 de maio de 1986     | Ramez Tebet            | [ 3 ]               | Secretaria de Estado de Desenvolvimento da Cultura e do Desporto                                          |
| 2  | Roberto Mitio Harada             | 29 de maio de 1986     | 14 de março de 1987    | Ramez Tebet            | [ 22 ]              | Secretaria de Estado de Desenvolvimento da Cultura e do Desporto                                          |
| 3  | Humberto Espíndola               | 21 de julho de 1987    | 14 de março de 1991    | Marcelo Miranda        | [ 23 ] [ 24 ]       | Secretaria de Estado de Cultura                                                                           |
| 4  | Maysa Andrade Leite de Barros    | 6 de outubro de 1994   | 31 de dezembro de 1994 | Pedro Pedrossian       | [ 25 ]              | Secretaria de Estado de Cultura                                                                           |
| 5  | Idara Negreiros Duncan Rodrigues | 1º de janeiro de 1995  | 31 de dezembro de 1998 | Wilson Barbosa Martins | [ 26 ] [ 27 ]       | Secretaria de Estado de Cultura e Esportes                                                                |
| 6  | Richard Perassi                  | 1º de janeiro de 1999  | 25 de agosto de 1999   | Zeca do PT             | [ 11 ]              | Secretaria de Estado de Cultura                                                                           |
| 7  | Ângela Maria Costa               | 3 de setembro de 1999  | 26 de outubro de 2000  | Zeca do PT             | [ 28 ]              | Secretaria de Estado de Cultura, Esporte e Lazer Secretaria de Estado de Meio Ambiente, Cultura e Turismo |
| 8  | Silvio Di Nucci                  | 1º de janeiro de 2003  | 31 de dezembro de 2006 | Zeca do PT             | [ 29 ] [ 30 ]       | Secretaria de Estado de Cultura, Esporte e Lazer Secretaria de Estado de Cultura                          |
| 9  | Athayde Nery                     | 1º de janeiro de 2015  | 2 de junho de 2016     | Reinaldo Azambuja      | [ 31 ] [ 32 ]       | Secretaria de Estado de Cultura, Turismo, Empreendedorismo e Inovação                                     |
| 10 | Renato Roscoe                    | 16 de junho de 2016    | 18 de novembro de 2016 | Reinaldo Azambuja      | [ 33 ] [ 34 ]       | Secretaria de Estado de Cultura, Turismo, Empreendedorismo e Inovação                                     |
| 11 | Athayde Nery                     | 18 de novembro de 2016 | 31 de dezembro de 2018 | Reinaldo Azambuja      | [ 35 ] [ 36 ]       | Secretaria de Estado de Cultura e Cidadania                                                               |